# 本岡拓哉
本岡 拓哉（もとおかたくや、1979年 - ）は、日本の地理学者。

## 概要
関西大学文学部卒業、大阪市立大学文学研究科修士課程修了、大阪市立大学文学研究科博士課程修了、博士（文学）。研究分野は人文地理学。
戦後日本のバラック街、神戸市や広島市の朝鮮人部落、阪神・淡路大震災からの復興住宅など、都市における不法占拠、ホームレス、住宅問題、これらに対する政策の研究を行ってきた。このような事柄に関心を持ったのは、阪神・淡路大震災で被災し望まずして移住を強いられていた人がいたことから。このような政策により特定の土地を無効化させることには、その土地が持っていた歴史をも消す危うさがあるとする。
2007年度大阪市立大学文学部・文学研究科教育促進支援機構研究奨励賞を受賞。

## 著書
- 『「不法」なる空間にいきる:占拠と立ち退きをめぐる戦後都市史』　ISBN 4272521128